# Билл Поттс
Билл Поттс (англ. Bill Potts) — персонаж британского научно-фантастического телесериала «Доктор Кто», сыгранный актрисой Пёрл Маки. Впервые появившись в открывающей серии десятого сезона, становится постоянной спутницей Двенадцатого Доктора и путешествует с ним на протяжении всего сезона.

## История персонажа
Впервые Билл появляется в первой серии десятого сезона «Пилот». Она устраивается на работу в столовую университета Святого Луки в Бристоле. Там же она начинает посещать лекции загадочного профессора, известного как Доктор. Заметив её тягу к знаниям, Доктор предлагает Билл стать его студенткой, и девушка принимает неожиданное предложение. По прошествии нескольких месяцев в жизни Билл начинают происходить странные события, в которых замешана другая студентка по имени Хезер, к кому Билл испытывает симпатию. В конечном итоге открывается, что её друг-профессор на самом деле пришелец с другой планеты. С тех пор Доктор берёт Билл путешествовать с собой в ТАРДИС, несмотря на возражения своего помощника Нардола.
На долю Билл выпадают захватывающие приключения: так, они с Доктором спасают колонию людей будущего от уничтожения, а также освобождают из заточения морское создание, живущее в Темзе в эпоху Регентства. Однако не все из них обходятся без происшествий. В эпизоде «Кислород» Билл попадает в смертельную опасность, оказавшись в открытом космосе без шлема. Доктор спасает её, отдав ей свой, однако дорогой ценой — потеряв собственное зрение, о чём Билл узнаёт не сразу. В серии «Пирамида на краю света» Землю пытается захватить инопланетная раса Монахов. Доктору почти удаётся их остановить, однако в решающий момент его подводит его недуг, и тогда на помощь приходит Билл, подарив другу возможность снова видеть и избежать смерти. Тем не менее, это приводит к тому, что план инопланетных захватчиков осуществляется. Земля попадает под жёсткий режим пришельцев на шесть месяцев, которые Билл, Доктор и Нардол проводят порознь. В эпизоде «Положение» друзьям наконец удаётся снова сойтись вместе и дать отпор Монахам, вернув привычный ритм жизни на планете. В следующих сериях Билл, Доктор и Нардол решают загадку легендарного девятого легиона римской армии и помогают ужиться вместе викторианским солдатам и ледяным воинам с Марса.
В финале сезона «Будь вечны наши жизни» Билл приходится пройти через невероятные испытания. Вместе с Доктором, Нардолом и Мисси они отправляются на спасательную операцию, оказавшись на космическом корабле, падающем в чёрную дыру. Выживший член экипажа стреляет в Билл, едва не убив девушку, однако на выручку приходят зловещие учёные, забрав её с собой на нижние уровни корабля, где время движется гораздо быстрее. Жизнь Билл вне опасности, но когда Доктору удаётся до неё добраться, выясняется, что прошло десять лет, во время которых его подруга была превращена в киберчеловека стараниями Мастера — предыдущей инкарнации Мисси. Несмотря на это, Билл сохраняет свои чувства и человечность в результате определённого опыта, приобретённого в путешествиях со своим профессором. В «Падении Доктора» Билл сражается вместе с Доктором против армии киберлюдей, которые хотят обратить в себе подобных всех оставшихся людей на корабле. Одолев их натиск, девушка остаётся одна: Доктор погиб, а Нардол увёл других людей в безопасность. Однако её отыскивает не кто иная, как Хезер, которая превращает Билл из киберчеловека в неизвестное создание, подобное себе. Хезер предлагает девушке вместе путешествовать во времени и пространстве или же вернуть её на Землю, где она снова может жить, как обычный человек. Вернув тело Доктора в его ТАРДИС и поцеловав его на прощание, Билл отправляется с Хезер исследовать вселенную. После этого Билл появляется в рождественском выпуске «Дважды во времени» в форме аватара из воспоминаний девушки, собранных в конце её жизни проектом Свидетельство. Она вновь встречает Доктора и помогает убедить его регенерировать.

## Появления в «Докторе Кто»

### В сериале
| Номер | #     | Серия                                 | Оригинальное название                  | Сценарист                   | Режиссёр        | Дата выхода              |
| ----- | ----- | ------------------------------------- | -------------------------------------- | --------------------------- | --------------- | ------------------------ |
| 265   | 1     | Пилот                                 | The Pilot                              | Стивен Моффат               | Лоуренс Гоф     | 15 апреля 2017           |
| 266   | 2     | Улыбнись                              | Smile                                  | Фрэнк Коттрелл Бойс         | Лоуренс Гоф     | 22 апреля 2017           |
| 267   | 3     | Тонкий лёд                            | Thin Ice                               | Сара Доллард                | Билл Андерсон   | 29 апреля 2017           |
| 268   | 4     | Тук-тук                               | Knock Knock                            | Майк Бартлетт               | Билл Андерсон   | 6 мая 2017               |
| 269   | 5     | Кислород                              | Oxygen                                 | Джейми Мэтисон              | Чарльз Палмер   | 13 мая 2017              |
| 270   | 6     | Экстремис                             | Extremis                               | Стивен Моффат               | Дэниел Неттхейм | 20 мая 2017              |
| 271   | 7     | Пирамида на краю света                | The Pyramid at the End of the World    | Питер Харнесс Стивен Моффат | Дэниел Неттхейм | 27 мая 2017              |
| 272   | 8     | Положение                             | The Lie of the Land                    | Тоби Уитхауз                | Уэйн Йип        | 3 июня 2017              |
| 273   | 9     | Императрица Марса                     | Empress of Mars                        | Марк Гейтисс                | Уэйн Йип        | 10 июня 2017             |
| 274   | 10    | Пожиратели света                      | The Eaters of Light                    | Рона Манро                  | Чарльз Палмер   | 17 июня 2017             |
| 275   | 11 12 | Будь вечны наши жизни Падение Доктора | World Enough and Time The Doctor Falls | Рэйчел Талалэй              | Стивен Моффат   | 24 июня 2017 1 июля 2017 |

| Номер | # | Серия             | Оригинальное название | Сценарист     | Режиссёр       | Дата выхода     |
| ----- | - | ----------------- | --------------------- | ------------- | -------------- | --------------- |
| 276   | — | Дважды во времени | Twice Upon a Time     | Стивен Моффат | Рэйчел Талалэй | 25 декабря 2017 |

### Романы
| Название        | Оригинальное название | Автор           | Дата выхода    | Аудиоверсия |
| --------------- | --------------------- | --------------- | -------------- | ----------- |
| Алмазные псы    | Diamond Dogs          | Майк Такер      | 20 апреля 2017 | TBA         |
| Чумной город    | Plague City           | Джонатан Моррис | 20 апреля 2017 | TBA         |
| Сияющий человек | The Shining Man       | Каван Скотт     | 20 апреля 2017 | TBA         |

## Кастинг и производство
23 апреля 2016 года в перерыве между таймами полуфинала Кубка Англии был показан специальный мини-эпизод «Друг из будущего», в котором в качестве спутницы по имени Билл была представлена Пёрл Маки. Стивен Моффат подтвердил, что родное время для Билл — XXI век, а не 1980-е, как первоначально предполагалось из-за её внешнего вида. Также по словам Моффата, её имя является сокращением от «Билли».
Билл стала первым гомосексуальным компаньоном в «Докторе Кто» (Джек Харкнесс и Ривер Сонг — бисексуальны). Её сексуальная ориентация будет чётко обозначена в сериале. Маки прокомментировала, что «подобная репрезентация важна, особенно в популярном шоу. Ориентация Билл не является основным определением её персонажа, это просто часть её, с которой она находится в абсолютной гармонии».
23 июля 2017 года Пёрл Маки официально объявила, что не вернётся в одиннадцатый сезон сериала, и рождественский спецвыпуск «Дважды во времени» станет последним для неё в роли Билл.
|                                                |  |  |  |  |  |  |
| Костюмы Билл на выставке Doctor Who Experience |  |  |  |  |  |  |